# Исак Палеолог Асен
Исак Асен (на средњегрчком: Ἰσαάκιος Ἀσὰν) је био византијски аристократа и гувернер из 14. века, син бугарског цара Јована Асена III.
Исак Асен је син бугарског цара Јована Асена III и византијске принцезе Ирине Палеолог. Његов датум рођења је непознат. Као и његова браћа, изградио је каријеру на царском двору Палеолога. 1341. године, када се први пут појављује у историјским изворима, он је већ био носилац високог чина великог војводе. На почетку грађанског рата између Јована Кантакузина и намесника малолетног цара Јована V Палеолога, Исак и његова браћа су стали на страну царице Ане Савојске и Алексија Апокавка. У знак захвалности, Исак је био међу цариградским аристократама почашћеним високим титулама на дан крунисања Јована V за цара 19. новембра 1341. године – тада је Исак добио високи чин паниперсеваста. Крајем 1344. године, или почетком 1345. године, Исак Асен је послат код Сулејмана, сатрапа Карасија у Фригији, од кога је тражио подршку против Јована Кантакузина. Његова мисија је била неуспешна, пошто је Сулејман одбио понуду.
Исак Асен је одиграо изузетно важну улогу у сузбијању немира који су захватили становништво у престоници после убиства Алексија Апокавка 11. јула 1345. године. Исак Асен, мистик Кинам и патријарх Јован XIV Калека били су тада три синерхона којима је поверена пуна власт над Цариградом. Иако научници нису разјаснили питање на којој је тачно позицији паниперсеваста Исак Асен у то време – да ли је био први министар или је био на функцији мезадзона – извори указују да је, заједно са мистиком Кинамом, Исак Асен играо примарну улогу и овај својеврсни тријумвират је формиран да би успоставио ред у главном граду и управљао њиме након тога. Исак Асен је вероватно био на овој функцији до 1346. године, када подаци о њему датирају из белешке у четворојеванђељу које је преписао Ђорђе Гализиотис по налогу Исака Асена.
После склапања примирја 8. фебруара 1347. године, и званичног крунисања цара Јована VI Кантакузина, Исак Асен се вероватно повукао са политичке сцене. Умро је пре октобра 1351. године, одакле датира грамата патријарха Калиста I, издата поводом случаја који су монахиње манастира „Пресвете Богородице Панагиотисе“ покренуле против наследника Исака Асена.
Епиграм Манојла Фила посвећен је цркви коју је подигао и осликао Исак Асен. Међутим, разлог за подизање ове цркве и њена локација су непознати.
Исак Асен се женио два пута. Његова прва жена била је Теодора Архантлун - ћерка Марије Палеолог, ванбрачне ћерке цара Михаила VIII Палеолога, и татарског владара Персије Абака кана. Теодора је умрла око 1320. године, не оставивши деце. Од ње је Исак наследио права на имање манастира Свете Богородице Панагиотисе, који је основала Теодорина мајка. Међутим, манастирска имања није користио како је намеравао – Исак је узео од манастирског имања, користио материјал из манастира за изградњу сопствене куће, манастирске зграде завештао својој ћерки, а манастирска имања свом сину Андронику, па чак и ставио под хипотеку, манастир за 2000 хиперперона. То је постало повод за тужбу монахиња против њега, поводом које је патријарх Калист I издао грамату од октобра 1351. године, када је Исак већ био покојни.
После смрти Теодоре Архантлун, Исак се поново оженио непознатом женом, што је према неким истраживачима било на инсистирање цара Михаила IX. Исак Асен је имао четворо деце од своје друге жене:
- Андроник Асен - велики примикирије;
- Ирина Асен Филантропин;
- Михаило Асен;
- Андреј Асен;